# 汎ヨーロッパ主義
汎ヨーロッパ主義または汎欧州主義（はんヨーロッパしゅぎ、はんおうしゅうしゅぎ、英語: Pan-Europeanism）とは、欧州全体を一体的に捉え、1つに統合する、あるいは一体性を高めることを志向する思想のこと。
狭義には、リヒャルト・クーデンホーフ＝カレルギーを嚆矢として1920年代から始まる、欧州統合活動を伴う思想を指す。

## 概要
古代ギリシャ・古代ローマ・キリスト教の影響や、アジア・アフリカ（オリエント）やイスラム教との対比などにより、欧州（ヨーロッパ、オキシデント）には、近代以前からこの地域を一体的に捉える発想が醸成されてきた。
典型的には、中世における十字軍にそれを見出すことができる。
しかし、中世末期から近代にかけて、カトリックと正教会、および宗教改革によるカトリックとプロテスタントの対立や、細分化した民族主義、合理主義（理性主義）、唯物論、社会主義等の台頭により、この地域は急速に共通の基盤を失い、分裂・対立していくことになった。
そのような情勢を背景として、地域の混乱を収拾すべく、リヒャルト・クーデンホーフ＝カレルギーによって提起され、台頭してきたのが、近代における汎欧州主義であると言える。
アメリカ合衆国の台頭や、第二次世界大戦による戦火とその後の植民地の喪失による欧州の没落・疲弊などもあって、この考えは欧州内に広く浸透して行き、現在の欧州連合をはじめとする欧州統合活動全般を支える思想的基盤となっている。